# Koen Weijland
Koen Weijland (Oosterbeek, 19 oktober 1992) is een Nederlands (voetbal-)presentator. Ook is hij voormalig e-sporter, gespecialiseerd in het spel FIFA. Op 20 oktober 2020 maakte de KNVB zijn benoeming bekend tot eerste bondscoach van het op te richten E-Oranje.

## Biografie
Weijland is (voor het eerst in 2010, op 17-jarige leeftijd) vijfvoudig Nederlands Kampioen van de videogame “EA SPORTS FIFA” (tegenwoordig “EAFC”) en voert de online FIFA Wereldranglijst aan in 2010, 2011 en 2015.
In september 2016 tekent hij een contract met Ajax en is daarmee de eerste Nederlander die als eSporter bij een voetbalclub tekende. Weijland komt echter nooit uit in de eDivisie. In 2018 verliet Weijland Ajax.
Weijland beheert een YouTube-account met ruim 281.000 abonnees (stand op 16 januari 2024)  en bracht in 2018 een boek uit genaamd Strijder. Leven als een professioneel esporter.
Vanaf 2018 stort Weijland zich vol op YouTube, allemaal met het doel om uiteindelijk een stap naar de sportverslaggeving te maken. Na enkele jaren ervaring als presentator bij de eDivisie (de nationale competitie waarbij eSporters namens eredivisieclubs tegen elkaar strijden voor de titel “Nederlands Kampioen EA FC”) en wat kleine programma’s zoals “Heibel langs de Lijn” (KRO-NCRV), komen zijn echte kansen als tv-presentator in 2020.
Namens Eurosport was Weijland een van de gezichten van de uitgestelde Olympische Zomerspelen 2020 van Tokyo in 2021 en van de Olympische Winterspelen 2022 in Beijing.
Bij RTL 7 zet Weijland zijn eerste echte stappen in de voetbalverslaggeving, waar hij vanaf september 2020 de voorbeschouwing en interviews aan het veld bij UEFA Europa League-uitzendingen mocht verzorgen.
Vanaf 2021 kreeg RTL 7 de rechten van de UEFA Champions League in handen. De nog onervaren Weijland deed verslag van de groepsfase van het seizoen 2021/2022, maar werd in de winterstop benaderd door Viaplay - daar is Weijland vanaf maart 2022 het gezicht van de voetbaltak. Hij presenteert de uitzendingen rondom de Premier League en Bundesliga.
Bij Viaplay presenteert Weijland tevens de laatste 5 Grand Prix weekenden van het Formule 1 seizoen van 2023, bij afwezigheid van de op dat moment zwangere Amber Brantsen.

## YouTube
In september 2015 begonnen televisieproducent Endemol en website Voetbalprimeur.nl het YouTube-kanaal Koning FIFA. Hier speelde Weijland het computerspel FIFA voor de kijkers, onder andere samen met profvoetballers Anwar El Ghazi, Tom Beugelsdijk, Navarone Foor, Eloy Room, Steven Bergwijn, Luuk de Jong, Vincent Janssen en Kevin Diks.
Op 24 juni 2016 startte Weijland een nieuw kanaal onder zijn eigen naam. Hier speelt hij nog steeds tegen bekende spelers, maar start ook nieuwe series zoals FUT Draft Date. Weijland speelt daarin FIFA terwijl hij op een 'date' is met iemand. In 2018 organiseerde Weijland een toernooi om e-sports-talent te zoeken, onder de noemer Team Strijders. Op 4 juni 2021 maakte Weijland bekend zijn livestreams te verplaatsen naar het streaming platform Twitch.
Op 19 november 2022 werd bekend dat Weijland meedeed met Legends of Gaming NL.

## Ander werk
Voor de competitie eDivisie, opgezet door de Eredivisie, was Koen Weijland commentator en presentator. Voor RTL 7 deed Weijland verslag van voetbalwedstrijden in de UEFA Europa League en in het seizoen 2021-2022 ook de UEFA Champions League. Bij Eurosport presenteerde hij uitzendingen rond de Olympische spelen en (in 2022) de Winterspelen. Vanaf begin 2022 presenteert Weijland voetbaluitzendingen op Viaplay. In september 2023 werd bekend dat Weijland de laatste vijf Formule 1-races van het seizoen bij Viaplay zou presenteren, ter vervanging van Amber Brantsen tijdens haar zwangerschapsverlof.